# Секемкетова пирамида
Секемкетова пирамида је незавршена пирамида, идентификована је као степенаста, откривена у Сакари, поред Џосерове, југозападно од Џосеровог комплекса. Данас је прекривена пешћаним динама, па се назива и закопана пирамида.
Отркио ју је 1951. године Захарије Гонеим. Припадала је Секемкету, који је владао после Џосера, претпоставља се у периоду од 2649. п. н. е. до 2643. п. н. е. или 2642. п. н. е. Откривени су само основа и степеник. С обзиром на дизајн пирамиде, претпоставља се да чувени архитекта Имхотеп има удела у изградњи ове пирамиде.
Секеметова пирамида нема шахт, по чему се разликује од Џосерове. Имала је коси ходник који представља развој прилаза гробу, јужну гробницу, мастабу чија је оријентација исток-запад. Откривени су и вазни печати са краљевим именом.